# Calmini de Mozac
Calmini, o Calminius o Calmilius (Alvèrnia, segle VII - ca. 700) fou un noble occità que va fundar diverses abadies i que ell mateix va viure com a eremita i monjo. És venerat com a sant per diverses confessions cristianes.

## Biografia
Era alvernès de naixement i de família senatorial. Ric i pietós, estava casat amb santa Namàdia, fundadora del convent de monges de Marsat, Fou dux a Alvèrnia; tampoc no és clar si el Velai depenia del govern d'Alvèrnia, però Devic i Vaisette pensen que Calmini era duc governador i tenia autoritat sobre tota l'Aquitània d'Austràsia (Velai, Albigès, Carci i Gavaldà).
Calmini es va retirar a les muntanyes del Velai, al Villar, on va fundar un oratori. Alguns altres se li uniren, volent imitar-lo i es constituí una comunitat; l'oratori es convertí en monestir i prengué el nom de Calminiacum, que esdevingué Carmery, després monestir de Saint-Chaffre, a Le Monastier-sur-Gazeille (Alt Loira). Va anar llavors a terres de Llemotges, on porta una vida d'eremita. En tornar a la vida pública, funda el segon monestir, el de Las Guenas prop de Tulle (Corresa). Torna a Alvèrnia, amb la intenció de morir-hi, però abans s'instal·la a Mozac, lloc tranquil i amb deus d'aigua. Hi funda la tercera abadia cap al 680.
Després va anar a Roma i va posar l'abadia sota la protecció de Sant Pere i a la tornada va passar pel monestir de Lerins, a la Provença. Hi va demanar a l'abat alguns monjos per omplir la nova abadia que havia fundat i l'abat va enviar alguns religiosos a establir-se a Mozac, entre els quals un d'anomenat Eudes que en fou el primer abat.
Eudes anava acompanyat entre altres monjos per un nebot de nom Teofred (conegut després com a Saint-Chaffre). Un altre deixeble d'Eudes fou sant Menelau, restaurador de l'abadia de Menat. De Teofred van dependre entre d'altres els monestirs de Sant Peire del Puèi i de Chamalière al Velai, de Sainte-Enimie i de Langogne al Gavaldà, de Sévérac a Roergue, i el monestir de monges de Saint-Pierre de Fraissinet, també al Velai.

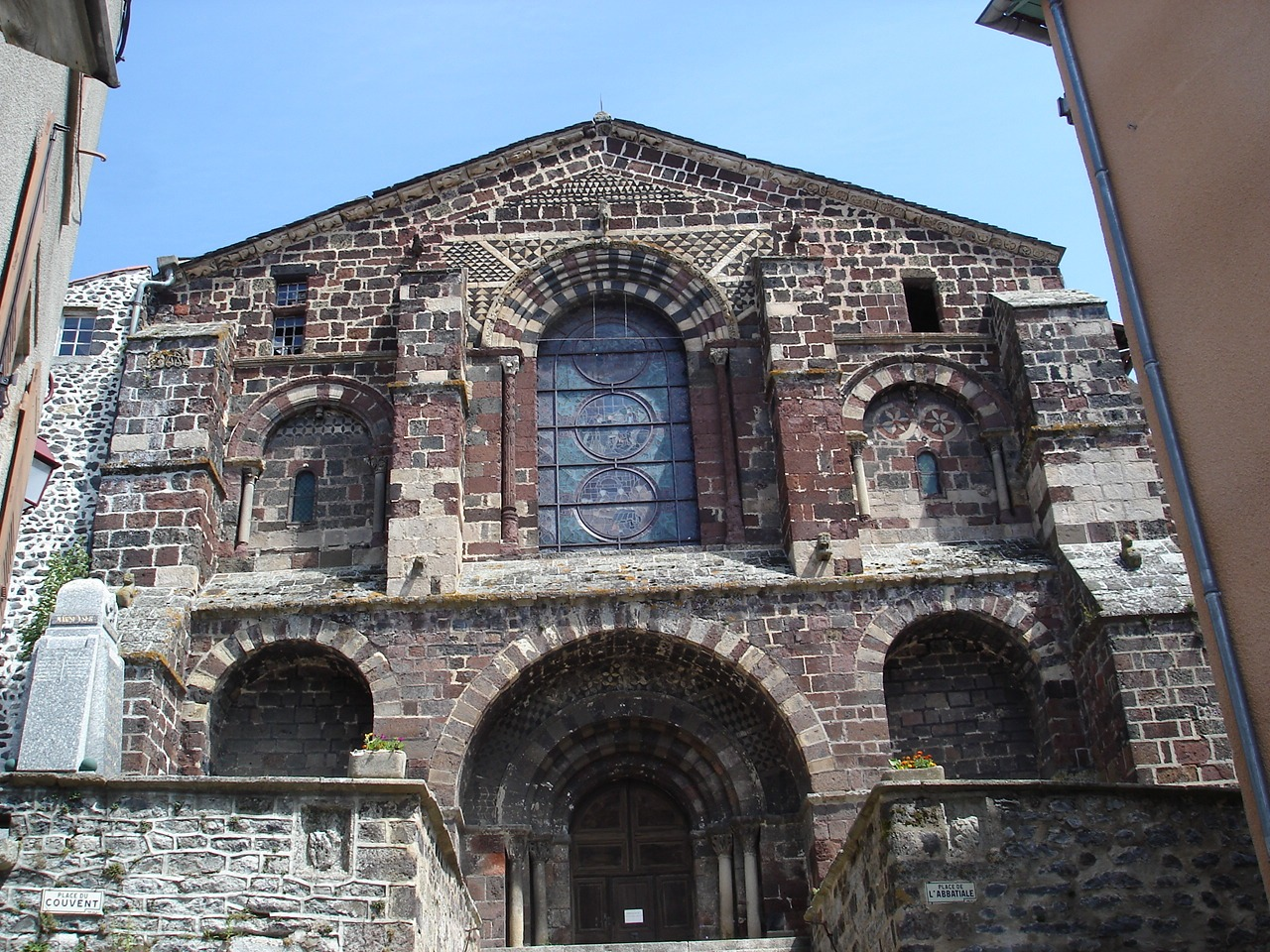
Abadia de Saint-Chaffre
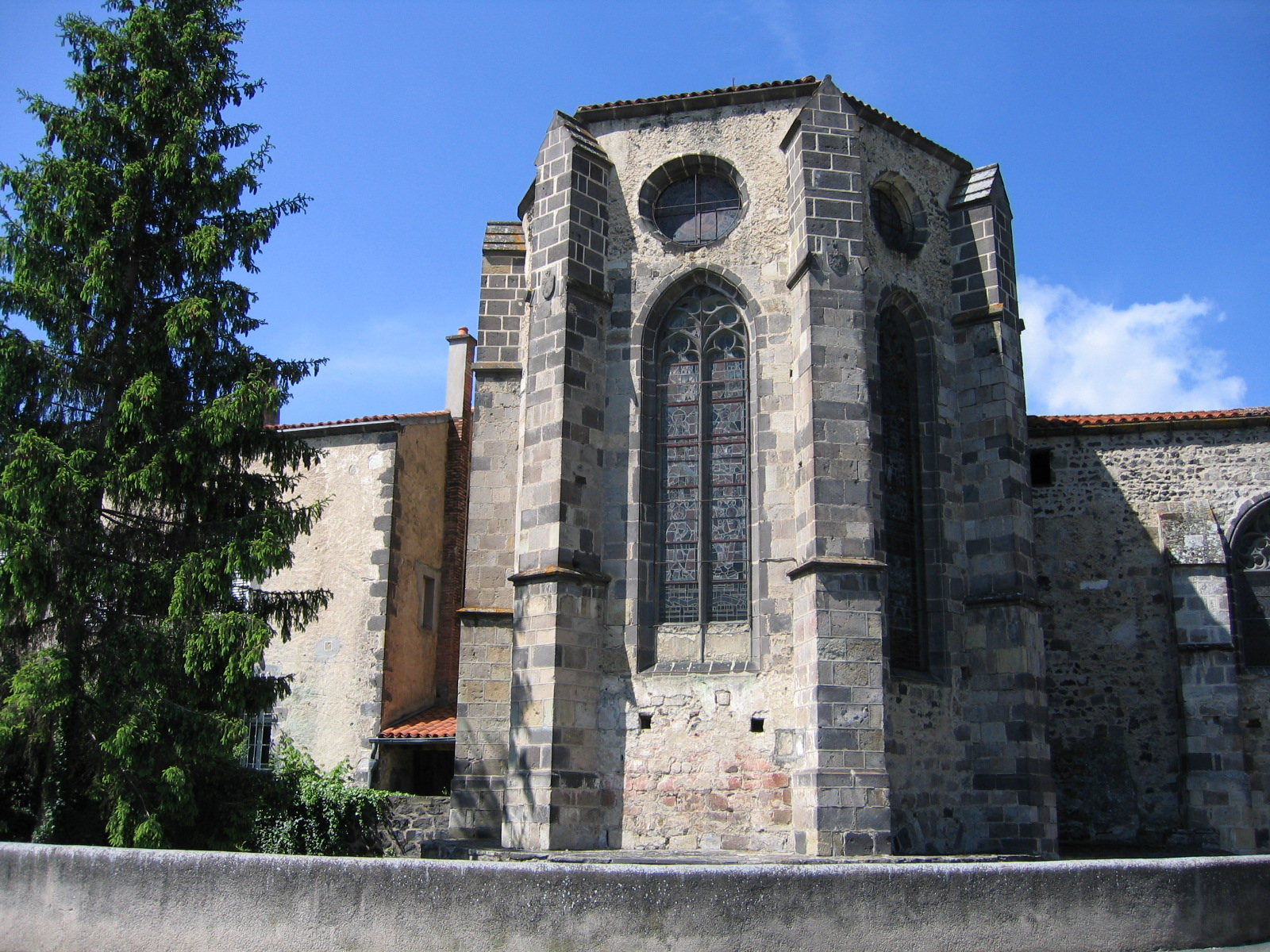
Abadia de Mozac
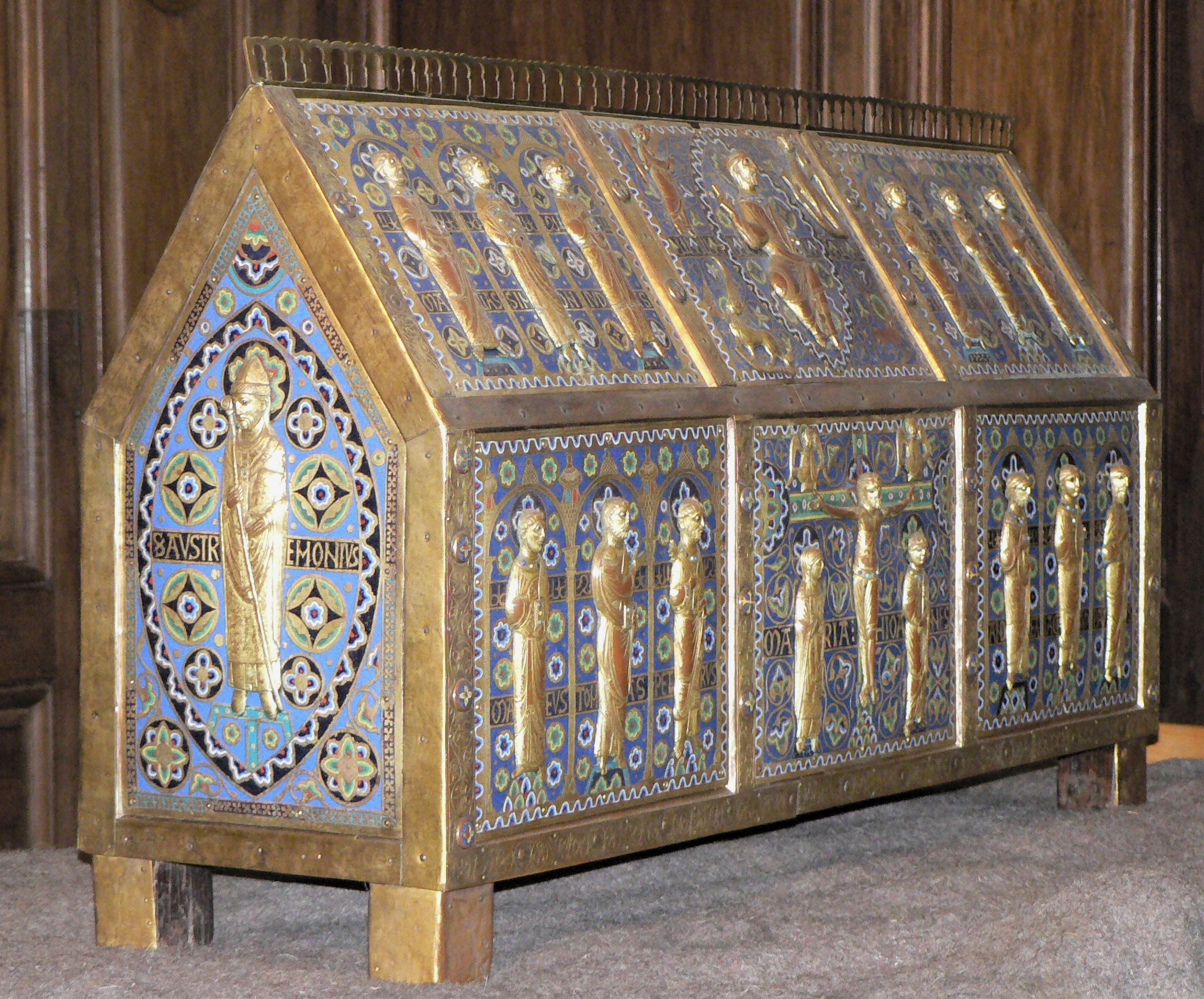
Reliquiari dels sants Calmini i Namàdia, a Mozac

Calmini va viure a Mozac fins a la seva mort, no gaire lluny del 700, Calmini i Namàdia foren enterrats a la cripta de l'església del monestir de Mozac, que havien fundat no més tard del 687. Les seves relíquies es conserven en una arca d'esmalts del segle xiii. Venerats com a sants, el seu record es commemora el 19 d'agost.
La seva biografia no fou publicada fins al 1646 i, per tant, cal prendre els seus elements amb molta cura.

## Documentació
- Diploma del rei Pipí per la donació i restauració de Mozac, Biblioteca Nacional Francesa, col·lecció Moreau, vol. 284, Fol. 160.